# Systemdokumentation

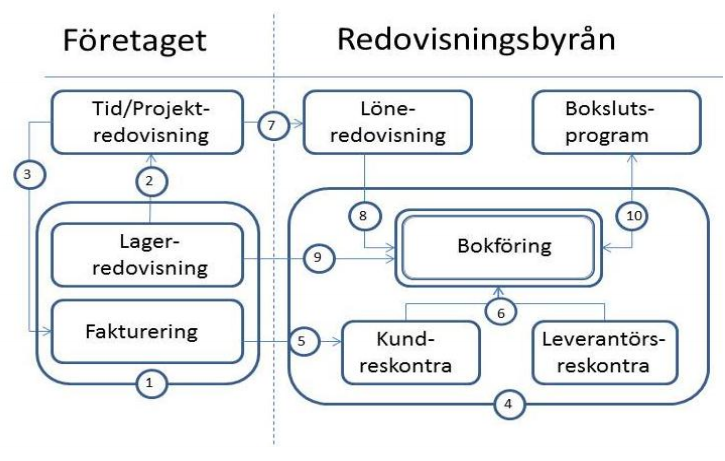
Exempel på samlingsplanen i en systemdokumentation för ett företags bokföring.

Systemdokumentation är inom finansiell redovisning ett eller flera dokument som talar om för en utomstående, exempelvis en revisor, hur en organisations bokföring är organiserad. I Sverige finns genom bokföringslagen ett lagkrav på systemdokumentation. Bokföringsnämnden ger ut allmänna råd (BFNAR) som talar om hur dokumentationen ska vara organiserad. Om bokföringen är självförklarande, exempelvis i ett litet företag med få affärshändelser och okomplicerad verksamhet, krävs inte någon systemdokumentation enligt lagen. 

## Samlingsplan
Företagets systemdokumentation måste, med undantag för de fall då bokföringen är av mycket enkel beskaffenhet, innehålla en samlingsplan. En samlingsplan är en dokumentation över bokföringssystemet som visar vilka delar systemet består av, sambanden mellan dessa delar och i övrigt hur bokföringssystemet är uppbyggt. Hur detaljerad samlingsplanen behöver vara beror på bokföringssystemets omfattning och komplexitet. Om företaget och redovisningsbyrån använder standardsystem är mycket redan dokumenterat i manualer och hjälptexter. Företaget behöver därför endast komplettera den informationen.

## Datorsystem
Om företaget använder ett datorbaserat system har företaget räkenskapsinformation som är lagrad på maskinläsbart medium. Enligt Bokföringsnämndens allmänna råd (BFNAR) ska systemdokumentationen i sådant fall innehålla en beskrivning av hur räkenskapsinformationen kan omvandlas till vanlig läsbar form eller mikroskrift. Finns det en beskrivning i systemets manualer räcker det med att hänvisa till denna. I annat fall måste företaget ta fram en beskrivning.

## Verifikationer
Av företagets systemdokumentation ska dels framgå hur verifikationer identifieras och dels en beskrivning av företagets verifieringskedjor. Används en hänvisningsverifikation ska det av hänvisningsverifikationen eller företagets systemdokumentation framgå var den ursprungliga uppgiften om affärshändelsen förvaras.

## Flera system
Är bokföringen organiserad kring flera delsystem, ska detta framgå av företagets systemdokumentation som också ska innehålla en beskrivning av sambanden mellan delsystemen. Samma sak gäller om ett företag har flera separata bokföringar. Då ska det av systemdokumentationen för varje bokföring framgå var uppgifter ur övriga bokföringar kan erhållas.